# Vadsøya
Vadsøya, genauer Stora Vadsøya, ist eine Insel in der Kommune Vadsø im norwegischen Fylke Finnmark. Vadsøya liegt direkt vor dem Zentrum von Vadsø und hat der Stadt ihren Namen gegeben.
Auf der Insel liegt der Vadsøya kulturpark. Dort befindet sich die Stelle der ersten städtebaulichen Struktur aus den 1500er Jahren. Vorhanden sind noch Spuren des Friedhofs um eine damals vorhandene Holzkirche. In den 1700er und 1800er Jahren wurde der Friedhof für russische Kaufleute und Matrosen genutzt und  deshalb als „russischer Friedhof“ (norwegisch russekirkegården) bezeichnet.
Im Kulturpark steht der Luftschiffmast, an dem die Luftschiffe Norge (1926) und Italia (1928) festgemacht haben.
Dort sind ferner Reste der Befestigungsanlagen aus der Zeit der deutschen Besatzung im Zweiten Weltkrieg zu finden, die als Batteri Kokkenes oder HKB Kokkenes bekannt ist und der Heeresküsten-Artillerie (HKA) zugehörig war. Rund um Vadsø waren mehrere kleinere Stellungen, die als Teil der Verteidigungslinie unter Regie des Kommandanten der Seeverteidigung Kirkenes entlang des Varangerfjord dienten. Auf Stora Vadsøya sind Überreste von Geschützstellungen, Bunkern und Laufgräben sichtbar.
Die Insel ist mit dem Hauptort mit einer Brücke verbunden. Auf der Insel befindet sich die Anlegestelle der Hurtigruten.